# Модель Spotify

Логотип Spotify

Spotify Model (модель Спотифай) — набор организационных методик, используемый для разработки программного обеспечения, позволяющий масштабировать команду разработки в соответствии с принципами Agile. Впервые использован при разработке музыкального сервиса Спотифай.

## Описание
Модель Спотифай стала результатом длительного эксперимента, проводимого внутри компании. Получившаяся система масштабирования для разработки программного обеспечения не основана на каком-то из известных фреймворков (SAFe, Disciplined Agile и пр.), а базируется на чётких определениях принципов, ролей и стратегий совместной работы. Оригинальный выбор ролей и принципов позволил команде разработчиков Спотифай создать гибкую методологию разработки, которая решила многие проблемы, присущие гибким командам, работающим в масштабе предприятия. 
С организационной точки зрения Спотифай заменил общепринятые скрам-команды гибкими «отрядами» (англ. squad), вольными в определении собственных методов и практик и не сдерживаемые навязанными сверху «только скрамом» или «только канбаном». После того, как «отряд» демонстрирует свое понимание гибких методологий и способность к самоорганизации, команда получает возможность самостоятельно выбирать или отвергать общепринятые события или процессы скрама или экстремального программирования: например, в некоторых командах могут использоваться ежедневные «стоячие совещания», а в остальных — нет. Вместо следования конкретным практикам от команд требуется фокус на следующих принципах: автономность, соответствие миссии компании, высокая мотивация, доверие к идеям сообщества. Каждый из «отрядов» сфокусирован на отдельной части функциональности продукта, как то поиск или плейлисты, что позволяет им становиться экспертами в своих областях.
На следующем уровне взаимодействия «отряды» Спотифай с общей или схожей миссией объединяются в «племена» (англ. tribe). «Племена» периодически собираются для обсуждения и минимизации количества зависимостей, а также чтобы убедиться, что «отряды» работают над одной и той же миссией. Большая часть совместных собраний носит спонтанный характер, а не запланированы заранее.
Для объединения членов различных команд, работающих в одной и той же дисциплине (что часто происходит, когда функциональные команды заменяются кросс-функциональными), Спотифай использует «отделы» (англ. chapter) и «гильдии» (англ. guild). Под «отделом» подразумевается группа сотрудников из разных команд внутри одной и той же дисциплины, области знания (например, тестировщики или верстальщики), которые регулярно встречаются, чтобы убедиться в использовании новейших трендов и технологий, обмениваться знаниями и эффективно переиспользовать существующие решения. «Гильдия» же представляет собой менее формальную и включающую в себя большее количество людей группу: так, гильдия тестировщиков состоит не только из широкого круга тестировщиков (включая и автоматизаторов, и специалистов по мануальному тестированию), но и из программистов, которые хотят лучше понимать процессы тестирования и вносить свой вклад в деятельность в этом направлении.

## История появления
Используемая в подходе модель масштабирования была постепенно внедрена в Спотифай на протяжении 2011—2012 годов. Команда разработки стремительно выросла в размерах — за три года с 30 до 250 инженеров. Несмотря на подобный рост, удовлетворённость сотрудников также постепенно повышалась, и в апреле 2012 года составила 4.4 из 5 баллов.
Компания Спотифай стала не единственным местом, в котором используется данная модель. За её пределами модель Спотифай использовалась, например, компанией Tech Mahindra для работы над крупным проектом в банковской и страховой сфере.

## Модель Spotify как фреймворк масштабирования разработки
Существует мнение, что Модель Spotify является фреймворком масштабирования команд, которые занимаются разработкой программного обеспечения согласно принципам Agile. Однако, учитывая факт, что модель Spotify не основана на каком-либо существующем фреймворке (напр., Scaled Agile Framework или LeSS), не имеет официальной системы сертификации и разрабатывалась исключительно как способ организации разработки программного обеспечения внутри компании Spotify с учетом её организационных и культурных особенностей, то некорректно считать данную модель фреймворком масштабирования для команд разработки, следующих принципам Agile. 
Хенрик Книберг, один из соучастников разработки организации работы внутри компании Spotify, в ответ на распространяющуюся известность модели Spotify и ее копирование в других компаниях утверждал, что модель Spotify не является фреймворком масштабирования команды, а также, что модель Spotify, строго говоря, не является "моделью" как таковой, но отображает пример организации работы в конкретной компании.